# Cornelis Ekama
Cornelis Ekama (* 31. März 1773 in Paesens; † 24. Februar 1826 in Leiden) war ein niederländischer Mathematiker, Physiker, Astronom und reformierter Theologe.

## Leben
Der Sohn des Pfarrers Johann Cornelis Ekama (* 1740 in Harlingen; † 31. Mai 1780 in Morrha) und dessen Frau Hendrikje Lieuwes Postma, wuchs nach dem frühen Tod seines Vaters in ärmlichen Verhältnissen auf. 1781 bezog er die Lateinschule in Dokkum, welche unter der Leitung des Rectors Jan Willem de Crane (1758–1842) stand. Diesem folgte er als jener 1788 als Rektor nach Enkhuizen wechselte und als Crane als Professor an die Universität Franeker zog, schrieb er sich 1790 in die Matrikel der Hochschule ein. Hier absolvierte er ein Studium der theologischen Wissenschaften, wozu er unter anderem die Vorlesungen von Everwinus Wassenberg (1742–1826) besuchte. Besonders entwickelte er während seiner Studienzeit ein Interesse für die mathematischen Wissenschaften, wobei er hier vor allem in Antoine Chaudoir (1749–1824) einen prägenden Lehrer fand. Am 9. Oktober 1796 ging er als Pfarrer nach Elkerzee. Neben seiner pastoralen Tätigkeit beschäftigte er sich mit mathematischen und physikalischen Themen, wobei er Vorträge in der Naturkundlichen Gesellschaft in Zierikzee abhielt.
Am 17. Mai 1800 erhielt er vom Senat der Universität Franeker die Ehrendoktorwürde der Philosophie und am 23. Januar 1803 wurde er Honorardozent der Natur- und Seefahrtskunde in Zierikzee. Diese Aufgabe trat er am 30. März des Jahres mit der Rede Over het nut van de wetenschap der zeevaartkunde voor een welingerigten staat (frei deutsch übersetzt: Über den Nutzen der Wissenschaft der Seefahrtskunde für ein wohlunterrichteten Staat) an. Nachdem man ihn am 16. Mai 1804 den Titel eines Dozenten der Mathematik, Natur und Seefahrtskunde verliehen hatte, legte er im Februar 1805 sein Pfarramt nieder und erhielt für ein Salär von 1500 Gulden eine Anstellung als Dozent der Mathematik, Physik, Astronomie, Seefahrtskunde, Anatomie und Physiologie in Zierikzee. Am 18. September 1807 beriefen ihn die Kuratoren der Universität Franeker zum Professor an der philosophischen Fakultät für Logik, Metaphysik, Mathematik und Astronomie.
Nachdem er im April 1808 seine Vorlesungen dort begonnen hatte, hielt er am 1. Juni 1809 seine Antrittsrede de Frisa, ingeniorum mathematicorum imprimis fertilli. Als die Franeker Hochschule 1811 seinem Ende entgegenging, wechselte Ekama an die Universität Leiden als Professor der Mathematik und Astronomie. Damit hatte er auch die Leitung der Sternwarte in Leiden übernommen. In Leiden wurde er nach der Schließung der Hochschule am 16. Oktober 1815 per königlichen Beschluss in seine Professur wieder eingesetzt und beteiligte sich 1822/23 als Rektor der Alma Mater an deren organisatorischen Aufgaben. Bei der Niederlegung des Rektorats hielt er die Rede de insignium, qui in scientia astronomica facti sunt, progressuum fundamentis.
Ekama hatte einige Abhandlungen in den verschiedenen Fachjournalen seiner Zeit verfasst und wurde Mitglied mehrerer Gelehrtengesellschaften seiner Zeit. So wären hier seine am 21. November 1804 erfolgte Mitgliedschaft in der Zeeländischen Gesellschaft der Wissenschaften (niederländisch: Zeeuwsch Genootschap der Wetenschappen) in Vlissingen, seine 1808 erfolgte Mitgliedschaft in der holländischen Gesellschaft der Wissenschaften (niederländisch: Hollandsche Maatschappij der Wetenschappen in Haarlem), seine 1808 erfolgte Mitgliedschaft in der Batavischen Gesellschaft der experimentellen Philosophie (niederländisch: Bataafsch Genootschap der Proefondervindelijke Wijsbegeerte) in Rotterdam und seine am 8. März 1812 erfolgte Mitgliedschaft im Königlichen Institut der Wissenschaften zu nennen.
Aus seiner am 24. Juli 1818 geschlossenen Ehe mit Susanne Cornelia le Poole (* 1794 † 22. Januar 1845 in Leiden), stammen drei Kinder. Sein Sohn Cornelius Ekama (1824–1891) erlangte ebenfalls Bedeutung.

## Werke (Auswahl)
- Nieuwe antwoorden op de rekenkundige vraagen van H. Aeneae. Leiden, Deventer und Groningen 1804
- Oratio de Frisa, ingeniorum mathematicorum imprimis fertilli. Leeuwarden 1809, (Online).
- Oratio de insignium, qui in scientia astronomica facti sunt progressuum fundamentis, a summis in re mathematica et astronomica viris ; partim decimo sexto, maxime decimo septimo seculo, jam praecipue jactis. Leiden 1823
- Verhandeling over Gemma Frisius, den eersten grondlegger tot het bepalen van de Lengte op zee. 1825